# لويس كومفورت تيفاني
لويس كومفورت تيفاني (بالإنجليزية: Louis Comfort Tiffany)‏ (1848 - 1933 م) هو رسام ومصمم ومزخرف أمريكي.
يعتبر من أهم أركان حركة «الفن الجديد».
كان لويس كومفورت تيفاني أكثر فناني «الارتنوفو» تأثيراً وابداعاً في الولايات المتحدة الأمريكية ومن بين افضلهم في العالم.
كان تيفاني في الاصل فنان زجاج ومن خلال هذا المجال تفوق واصبح يقلد بشكل واسع على امتداد الولايات المتحدة وأوروبا.
قام تيفاني بين عامي 1900 - 1893 بانتاج أكثر أعماله الابداعية من الفن الجديد وكان استخدامه للزجاج في الزهريات والمنتجات الزخرفيه الأخرى. وعرض عشرين منتجاً زخرفياً وحصل على حق حصري لتوزيعها في أوروبا كلها مصنوعة بزجاج فافاريل الذي منح فيه على براءة اختراع.

## روابط خارجية
- لويس كومفورت تيفاني على موقع الموسوعة البريطانية (الإنجليزية)
- لويس كومفورت تيفاني على موقع إن إن دي بي (الإنجليزية)